# Засушаване
Засушаванията са климатичен феномен, който се свързва с отсъствието на валежи и влага в атмосферата и почвата. Те имат сезонен или годишен характер. Засушаването може да продължи месеци или дори години, а може и да бъде обявено след 15 дни суша. Засушаванията често са причина за изсъхване (месечни и годишни засушавания) на реколти и превръщането на райони в пустини и полупустини (дългогодишни засушавания). Това може да има значително въздействие върху екосистемата и селското стопанство на засегнатия регион и да навреди на местната икономика. Годишните сухи сезони в тропиците значително увеличават шансовете за развитието на засушаване, а също и на пожари. Дълги периоди на жега могат да влошат засушаването, ускорявайки изпарението на водни пари.
Много растителни видове, като тези от семейство Cactaceae (кактуси), имат толерантност към засушавния и са адаптирани чрез малка площ на листата и восъчни ципи. Други оцеляват сухите периоди като заровени семена. Полу-постоянните засушавания създават пустинни биоми. Продължителни засушавания са предизвиквали масови миграции и хуманитарни кризи. Повечето пустинни екосистеми имат ниска продуктивност, поради своята същност. Най-дългото засушаване някога записано в историята на света е в пустинята Атакама, Чили (400 години).

## Причини за засушаване

### Дефицит на валежи
Механизмите за създаване на валеж включват дъжд от конвекция, стратообразуване или орография. Конвекционните процеси включват силни вертикални движения, които могат да предизвикат обръщане на атмосферата за един час в дадения регион и много силни валежи, докато процесите на стратообразуването включват по-слаби вертикални движение и по-слаби валежи за период по-дълго време. Валежите могат да бъдат разделени на три категории, според това дали вали течна вода, течна вода, която замръзва при досег с повърхността, или лед. Засушаванията възникват основно в зони, където нормалните нива на валежи са ниски. Ако тези фактори не поддържат обема на валежи достатъчен, за да се достигне повърхността за достатъчно време, резултатът е засушаване. Засушаване може да бъде предизвикано и от високо ниво отразена слънчева светлина, както и от наднормено преобладаване на системи с голямо налягане, ветрове, носещи континентални въздушни маси, а хребети с високо атмосферно налягане на въздуха могат да ограничат образуването на бури или дъждове над даден регион. Попадне ли регионът в засушаване, механизмите на обратно захранване като местен сух въздух, горещи условия, подпомагащи затоплянето на земята и минимално изпарение могат да влошат условията на засушаване.

### Сух сезон
В тропиците се образуват дъждовни и сухи сезони, поради движението на вътрешнотропичната зона на конвергенция. Сухият сезон значително увеличава възникването на засушавания и се характеризира с ниска влажност и пресъхване на реки. Поради пресъхването на водопойните места, много пасящи животни се принуждават да мигрират, поради липсата на вода, към по-плодородни места. Такива животни са зебрите, слоновете и гнутата. Поради липсата на вода у растенията, пожарите са често срещани. Тъй като водната пара става по-енергетична с нарастването на температурата, нужна е повече пара, за да се увеличи относителната влажност до 100% при по-високи температури (или да се намали температурата до точката на оросяване). Периоди на топлина увеличават скоростта на продукция на плодове и зеленчуци, повишават изпарението и транспирацията от растенията и влошават условията на засушаване.

### Ел Ниньо
По-сухо и горещо време възниква в части на басейна на Амазонка, Колумбия и Централна Америка по време на Ел Ниньо. Зимите по време на Ел Ниньо са по-топли и по-сухи от средните условия в някои части на САЩ, така че последните изпитват по-малко снеговалежи. Условията са, също така, по-сухи от нормалното от декември до февруари в южните и централни райони на Африка: Замбия, Зимбабве, Мозамбик и Ботсвана. Преки ефекти от Ел Ниньо, водещи до по-сухи условия се наблюдават в части от Югоизточна Азия и Северна Австралия, увеличавайки горските пожари, влошаващи запрашеността и намалявайки драстично качеството на въздуха. По-сухи от нормалното условия често са наблюдават в Куинсланд, вътрешна Виктория, вътрешен Нов Южен Уелс и източните части на Тасмания от юни до август. Докато топла вода се разпространява от западните части на Тихия океан и от Индийския океан към източните части на Тихия океан, тя причинява обширно засушаване. Сингапур претърпява най-сухия февруари през 2014 г. откакто се водят записи от 1869 г., като само 6,3 mm дъжд са паднали през месеца, а температурите достигат до 35 °C на 26 февруари.

### Ерозия и човешка дейност
Човешката дейност може пряко да започне такива влошаващи фактори като прекалено земеделие, прекалено напояване, обезлесяване и ерозия. Те неблагоприятно влияят върху способността на земята да улавя и задържа вода. При пустинните климати основният източник на ерозия е вятърът. Ерозията може да е резултат от изместването на материал от вятъра. Вятърът може да предизвика повдигането на малки частици и преместването им към друг регион. Самите частици могат да влияят на твърдите тела, причинявайки ерозия чрез абразия. Ветрената ерозия обикновено възниква на места с малко или без растителност, често на места с малко валежи, за да има растителност.
Льосът е хомогенна и пореста седиментна скала. Обикновено се намира като широко находище, което покрива райони от стотици квадратни километри и десетки метри дебело. Льосът обикновено стои на стръмни или вертикални стени. Льосът често се развива в богата почва. Под подходящи климатични условия, районите с льос са сред най-продуктивните земеделски райони в света. Находищата на льос са геологически нестабилни по природа и ерозират много бързо. Следователно, големи дървета или храсти се засаждат от земеделците, за да спират вятъра и да се намали ефекта на ветрената ерозия. Ветрената ерозия е много по-тежка в сухите региони и по време на засушаване. Например, в Големите равнини е изчислено, че загубата на почвата от ветренна ерозия може да бъде до 6100 пъти по-интензивна по време на години със засушаване, отколкото през влажни години.

### Изменение на климата
Дейностите, водещи до глобално изменение на климата, се очаква да дадат началото на засушавания със значително въздействие върху земеделието по света, особено в развиващите се страни.

## По света
Засушаването е нормална, повтаряща се черта на климата в повечето части на света. То е сред най-ранно документираните климатични събития, присъствайки в Епоса за Гилгамеш и свързано с библейската история за пристигането на Йосиф в Древен Египет. Миграции на ловци през 9500 г. пр. Хр. са свързани с феномена, както и прехода на ранните хора от Африка към останалия свят преди около 135 000 години.

### Примери
Някои добре познати исторически засушавания включват:
- 1900 г., Индия. Умират между 250 000 и 3,25 милиона души.
- 1921 – 1922 г., СССР. Над 5 милиона души умират от глад, предизвикан от засушаване.
- 1928 – 1930 г., Северозападен Китай. Над 3 милиона умират от глад.
- 1936 г. и 1941 г., Съчуан, Китай. Умират съответно 5 и 2,5 милиона души.
- 1997 – 2009 г., Австралия. Засушаване води до водна криза в по-голямата част от страната. В резултат са построени много заводи за обезсоляване.
- 2006 г., Съчуан, Китай. Суша поставя режим на водата за 8 милиона души и 7 милиона говеда.

Дарфурският конфликт в Судан, също засягащ и Чад, от десетилетия е захранван от засушавания. Комбинация от засушавания, дезертификация и пренаселване са сред причините за конфликта, защото арабите багара, търсейки вода, трябва да преведат добитъка си на юг към земя, заета от неарабски земеделци.
Близо 2,4 милиарда души живеят във водосборния басейн на хималайските реки. Индия, Китай, Пакистан, Бангладеш, Непал и Мианмар могат да претърпят наводнения, последвани от засушавания през идните десетилетия. Потенциално засушаване в Индия, засягащо Ганг, е от особен интерес, тъй като предоставя питейна вода и селскостопанско напояване на над 500 милиона души. Западното крайбрежие на Северна Америка, което взима повечето от водата си от ледници в планинските вериги, като Скалистите планини, също ще бъде засегнато.
През 2005 г. части от Амазонския басейн претърпяват най-лошото засушаване от 100 години. Доклад на Woods Hole Research Center от 23 юли 2006 г. сочи, че гората в настоящата си форма би оцеляла едва 3 години в условия на суша. Според бразилския Национален институт за проучван на Амазонка, засушаването, комбинирано с ефектите от обезлесяването върху регионалния климат, бутат дъждовните гори към „повратна точка“, когато биха започнали безвъзвратно да умират. Заключват, че дъждовните гори са на ръба на това да се превърнат в савани или пустини, с катастрофически последици върху световния климат. Според WWF, комбинацията от изменение на климата и обезлесяване повишава изсушаващия ефект на мъртвите дървета, които захранват горски пожари.
По-голямата част от Австралия е покрита с полупустиня. Проучване от 2005 г. на австралийски и американски учени разследва дезертификацията на вътрешността на страната и предполага, че едно обяснение е свързано с човешките заселници, които пристигат тук преди около 50 000 години. Редовните палежи от тези заселници може би за предотвратили мусоните от достигане на вътрешността на Австралия. Възможно е Австралия да претърпи по-тежки засушавания и те могат да станат по-чести в бъдеще, според правителствен доклад от 6 юли 2008 г.
Повтарящи се засушавания, водещи до дезертификация в Източна Африка, са създали екологични катастрофи, захранващи дефицит на храната в Етиопия през 1983 – 1985 г. и на Сомалийския полуостров през 2006 г. и 2011 г. По време на засушаването от 2011 г. е оценено, че са умрели между 50 000 и 150 000 души, въпреки че тези цифри и обхвата на кризата са оспорвани. През февруари 2012 г. ООН обявява край на кризата, а агенциите за помощ започват да копаят напоителни канали и да раздават сортови семена.
В Централна Русия през 1972, 1992, 2002 и 2010 г. заради продължителни жеги и засушавания, възникват многобройни горски и торфени пожари. В резултат на тях, Москва и много други градове биват задимени.
През 2012 г. тежко засушаване засяга региона Сахел. Според някои агенции, над 10 милиона души са били под риск от глад, поради едномесечна топлинна вълна над Нигер, Мали, Мавритания и Буркина Фасо.